# Удивительный волшебник из страны Оз
«Удивительный волшебник из страны Оз» (англ. The Wonderful Wizard of Oz), также «Мудрец из Страны Оз» (англ. The Sage of Oz) — детская книга американского писателя Лаймена Фрэнка Баума, вышедшая в свет в 1900 году. В странах бывшего СССР широко известен пересказ Александра Волкова, «Волшебник Изумрудного города», изданный под его именем со ссылкой на оригинал.

## Сюжет

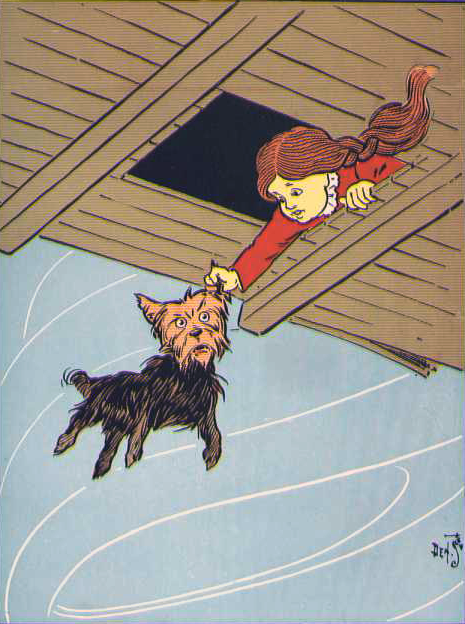
Дороти и Тото уносит циклон, худ. У. Денслоу

Сирота Дороти живёт в Канзасе с дядей Генри, тётей Эм и пёсиком Тото. Однажды циклон поднимает домик вместе с находящимися там Дороти и Тото и переносит его в Страну Жевунов (букв. Манчкинов, англ. Land of the Munchkins), в стране Оз. Падая, домик убивает правительницу Манчкинов, Злую Ведьму Востока. Вместе с освобождёнными от её тирании манчкинами Дороти встречает Добрая Волшебница Севера. Дороти хочет вернуться домой. Добрая Волшебница Севера дарит ей серебряные башмачки, бывшие на убитой ведьме, и советует идти по мощёной жёлтым кирпичом дороге в Изумрудный город, которым правит великий Волшебник Оз. Он, по мнению волшебницы, смог бы помочь девочке.
По дороге девочка освобождает Страшилу, висящего на столбе, и смазывает маслом из маслёнки Жестяного Дровосека, потерявшего подвижность из-за ржавчины. Оба они, а также встреченный ею Трусливый Лев, присоединяются к Дороти. У каждого своя просьба к Озу: Страшиле нужны мозги, Жестяному Дровосеку — сердце, а Трусливому Льву — храбрость.
У ворот Изумрудного города стражник заставляет путешественников надеть зелёные очки, чтобы сияние изумрудов их не ослепило. Волшебник принимает Дороти и её друзей, представляясь каждому в ином образе: Дороти — говорящей головой, Страшиле — красивой женщиной, Дровосеку — чудовищем, Льву — огненным шаром. Он обещает выполнить все просьбы при условии, что они убьют Злую Ведьму Запада, поработившую Страну Винки (Мигунов) (англ. Winkies Country).
Против Дороти и её друзей Злая Ведьма Запада последовательно посылает 40 волков, по столько же ворон, рой чёрных пчёл и солдат-Винки. Волков убивает Дровосек, ворон — Страшила, а пчёлы гибнут, пытаясь ужалить Дровосека, в то время как соломой из Страшилы укрыты остальные путешественники. Робкие Винки обращаются в бегство при первом же рыке Льва.
Тогда ведьма с помощью Золотой Шляпы вызывает Летучих Обезьян англ. Winged Monkeys и приказывает доставить ей Льва (чтобы запрячь его, как лошадь) и убить всех остальных. Обезьяны бросают Дровосека с большой высоты на острые камни, вынимают всю солому из Страшилы, а одежду и шляпу закидывают на ветку дерева, и доставляют ведьме связанного Льва. Дороти (с Тото на руках) обезьяны доставляют к ведьме, но не могут причинить ей вреда, потому что на лбу девочки — поцелуй Доброй Волшебницы Севера, а добро — сильнее зла.
Ведьма тоже не может убить Дороти, но хитростью и колдовством отнимает один из башмачков. Рассерженная Дороти обливает обидчицу водой, отчего ведьма тает. Забрав свой башмачок и заодно прихватив Золотую Шляпу, девочка освобождает Льва (который так и не позволил себя запрячь), а благодарные Винки чинят Жестяного Дровосека и набивают одежду Страшилы свежей соломой. Вместо ведьмы Винки выбирают своим королём Дровосека. Надев Золотую Шляпу, Дороти вызывает Летучих Обезьян, которые доставляют её и её спутников в Изумрудный город. По дороге Король Летучих Обезьян рассказывает девочке историю Золотой Шляпы (см. Летучие Обезьяны).

Оз долго отказывается принять путешественников, но они добиваются аудиенции и требуют исполнения обещаний. Оз признаётся, что он обманщик, не умеющий колдовать, а попал сюда из Омахи, будучи унесённым ветром на воздушном шаре. Город выглядит изумрудным только потому, что все жители носят зелёные очки. Тем не менее, ему удаётся выполнить желания спутников Дороти: Страшила получает мозги из отрубей, иголок и булавок (англ. bran-new brains – «новые мозги с отрубями», созвучно с brand-new brains – «совершенно новые мозги»). Лев выпивает шипучий напиток, делающий его храбрее благодаря эффекту плацебо (согласно некоторым намёкам, можно предположить, что Оз угощает Льва алкоголем), а Жестяной Дровосек получают сердце из шёлка, набитого опилками. 

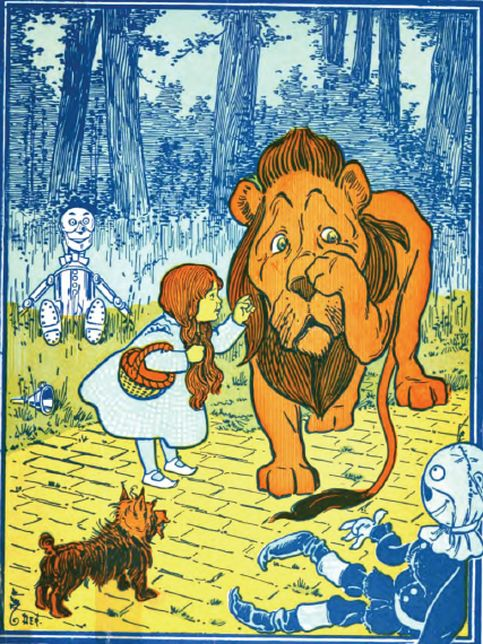
Дороти, Страшила и Дровосек встречают Льва, худ. У. Денслоу

Оз и Дороти строят воздушный шар из зелёного шёлка, чтобы вместе вернуться домой. Вместо себя Оз назначает правителем Страшилу. Во время отлёта Тото гонится за кошкой, Дороти вынуждена его ловить, и в этот момент верёвки рвутся. Оз улетает один. Дороти вновь вызывает Летучих Обезьян, но они не могут перелететь через окружающую Оз пустыню.
Охраняющий ворота Солдат С Зелёными Бакенбардами советует девочке обратиться за помощью к Доброй Волшебнице Юга Глинде, правительнице страны Кводлингов (англ. Quadlings). Они побеждают Боевые Деревья (англ. Fighting Trees), осторожно пробираются через Фарфоровую Страну (англ. China Country), населённую хрупкими фарфоровыми фигурками, и попадают в лес, где Лев убивает огромного паука, терроризирующего его обитателей. Благодарные животные избирают Льва Королём Леса. Наконец, с помощью Летучих Обезьян путешественники пролетают над страной воинственных Молотоголовых (англ. Hammerheads), не позволивших им пройти через свою территорию.
Глинда тепло приветствует путешественников и сообщает Дороти, что она могла вернуться в Канзас в любой момент. Достаточно трижды постучать пяткой о пятку и назвать место, и Серебряные Башмачки перенесут свою хозяйку куда угодно, даже вне Волшебной страны. Дороти возвращается к дяде и тёте, по пути потеряв башмачки. Вызвав Летучих Обезьян, Глинда велит им перенести Льва, Жестяного Дровосека и Страшилу в их королевства и после этого возвращает Золотую Шляпу обезьянам, таким образом освобождая их от зависимости от приказов её владельца.

## Интерпретации
Некоторые американские литературные критики считают произведение «замаскированной» социальной сатирой. Генри Литлфилд, например, полагал что эта сказка с её дорогой из золотого кирпича является аллюзией на дебаты о золотом стандарте в США конца XIX века, при этом Страшила интерпретируется как образ фермера, который на самом деле умён, однако должен осознать свой политический потенциал, избавившись от предубеждения о своей необразованности.  Размышления Жестяного Дровосека о сердце, необходимом для того, чтобы жениться на своей возлюбленной, любовь к которой он потерял вместе с сердцем, считают возможной аллюзией на американское движение конца XIX века по возрождению семейных ценностей. Жестяного Дровосека также интерпретируют как обесчеловеченного промышленного рабочего. Трусливого Льва рассматривают как аллюзию на армию США, которая окрепла во время Испано-американской войны 1898 года.

## Русский перевод
Хотя оригинальная сказка была издана в 1900 году, на данный момент нет никаких сведений о существовании переводов, выполненных до Октябрьской революции. В СССР сказка впервые была издана на украинском языке в переводе М. Пинчевского в 1977 году (украинское издание 1959 года в переводе Л. Солонько, несмотря на название  «Мудрець з країни Оз» и ошибочное упоминание в ряде библиографий, было переводом не первой, а тринадцатой сказки баумовского цикла, то есть является первым известным советским изданием его Озианы в целом, а не конкретно «Удивительного волшебника…»), и хотя в дальнейшем сказка переводилась и на другие языки народов СССР, на русском она никогда не издавалась, если не считать выпущенной в 1983 году под редакцией Г. Магидсон-Степановой книжной адаптации оригинала для школьников, изучающих английский язык, с русскими примечаниями.
Первый русский перевод был выпущен в 1991 году Э. Плегуновой. Самым распространённым переводом стал перевод Сергея Белова, выпущенный спустя год.

## Экранизации
- «Волшебная фея и радиопьесы» (англ. The Fairylogue and Radio-Plays, США, 1908) — фильм, сопровождавшийся театральной частью и проекциями волшебного фонаря. По мотивам книг «Удивительный волшебник из страны Оз», «Чудесная страна Оз», «Озма из страны Оз», «Дороти и Волшебник в стране Оз» и «Джон Дау и херувим[англ.]». Считается утраченным[4][5].
- «Чудесный волшебник страны Оз» (англ. The Wonderful Wizard of Oz, США, 1910)[4] и его продолжение «Дороти и чучело в стране Оз» (Dorothy and the Scarecrow in Oz, США, 1910) — на основе мюзикла 1902 года[англ.][5]. Фильм «Дороти и чучело в стране Оз» считается утраченным.
- «Волшебник страны Оз[англ.]» (англ. The Wizard Of Oz, США, 1925).
- «Волшебник из страны Оз[англ.]» (англ. The Wizard of Oz, Канада—США, 1933) — девятиминутный мультфильм.
- «Волшебник страны Оз» (англ. The Wizard Of Oz, США, 1939)[4].
- «Фантазия... 3[англ.]» (исп. Fantasía... 3, Испания, 1966) — фильм-антология (новелла «Волшебник страны Оз»).
- «Сказочная манга мира[англ.]» (яп. まんが世界昔ばなし, Япония, 1976—1979) — аниме-антология (четыре десятиминутных эпизода).
- «Волшебник страны Оз[англ.]» (яп. オズの魔法使い, Япония, 1982) — аниме.
- «Мировой шедевр сказочной манги[англ.]» (яп. 世界名作童話 まんがシリーズ, Япония, 1975—1983) — аниме-антология (девятиминутный эпизод «Волшебник страны Оз», 1983).
- «В стране волшебника Оза[пол.]» (пол. W krainie czarnoksiężnika Oza, Польша, 1983—1989) — мультсериал (эпизоды 1—6).
- «Удивительный волшебник из страны Оз» (яп. オズの魔法使い, Япония, 1986) — аниме-сериал (эпизоды 1—17).
- «Волшебник страны Оз» (англ. The Wizard of Oz, США—Корея, 1991) — получасовой мультфильм[4].
- «Приключения в Изумрудном городе» (Россия, 1999—2000) — мультсериал (эпизоды «Серебряные туфельки» и «Тайна Великого волшебника»)[4].
- «Волшебник из страны Оз: приключения в Изумрудном городе» (Китай, 2006) — мультфильм[4][6].

### Свободные адаптации
- «Истории о стране Оз[англ.]» (англ. Tales of the Wizard of Oz, Канада, 1961) — мультсериал.
- «Маленькая Айша и волшебные гномы в Стране мечты[англ.]» (тур. Ayşecik ve Sihirli Cüceler Rüyalar Ülkesinde, Турция, 1971)[4].
- «Волшебник Изумрудного города» (СССР, 1973) — мультсериал (эпизоды «Элли в Волшебной стране», «Дорога из жёлтого кирпича», «Изумрудный город», «Королевство Бастинды» и «Разоблачение Великого и Ужасного» по пересказу А. М. Волкова)[4].
- «Виз» (англ. The Wiz, США, 1978) — на основе одноимённого мюзикла У. Ф. Брауна[4].
- «Волшебник Изумрудного города» (Россия, 1994) — по пересказу А. М. Волкова[4].
- «Ведьмы страны Оз[англ.]» (англ. The Witches of Oz, США, 2011) — мини-сериал, свободная адаптация книг «Удивительный волшебник из страны Оз», «Озма из страны Оз», «Путешествие в страну Оз» и «Волшебство страны Оз».
- «Затерянные в стране Оз» (англ. Lost in Oz, США, 2016—2018) — мультсериал.
- «Изумрудный город» (англ. Emerald City, США, 2017) — сериал[7].
- «Волшебник Изумрудного города. Дорога из жёлтого кирпича» (Россия, 2025) – по пересказу А. М. Волкова.

### Приквелы
- «Приключения льва в волшебной стране Оз[англ.]» (англ. Lion of Oz, Канада—Великобритания—США, 2000) — мультфильм, экранизация альтернативной книги о стране Оз «Лев из страны Оз и знак храбрости[англ.]».
- «Оз: Великий и Ужасный» (Oz the Great and Powerful, США, 2013) — приквел фильма 1939 года[4].
- «Злая: Сказка о ведьме Запада» (Wicked, США, 2024) — киноверсия одноимённого мюзикла.

### Альтернативные продолжения (не основанные на каноничных книгах о стране Оз)
- «Волшебное одеяние» (англ. The Magic Cloak of Oz, США, 1914) — короткометражная экранизация книги Л. Ф. Баума «Зикси, королева страны Икс, или История волшебного плаща[англ.]» (в фильме действие перенесено в страну Оз).
- «Волшебник страны Оз[англ.]» (англ. The Wizard of Oz, США, 1990)» — мультсериал, продолжение фильма 1939 года.
- «Дети страны Оз[англ.]» (англ. The Oz Kids, США, 1996) — мультсериал.
- «Заколдованное королевство» (англ. Tin Man, США, 2007) — мини-сериал[4].
- «Дороти из страны Оз» (англ. Legends of Oz: Dorothy’s Return, США—Индия, 2014) — мультфильм, экранизация «Дороти из страны Оз[англ.]», альтернативного продолжения «Удивительного волшебника из страны Оз».
- «Оз: нашествие летучих обезьян[англ.]» (исп. Guardianes de Oz, Мексика, 2015) — мультфильм.
- «Новые приключения в стране Оз[англ.]» (англ. The Steam Engines of Oz, Канада, 2018) — мультфильм.

### Пародии, кроссоверы, посвящения
- «Волшебник Марса» (англ. The Wizard of Mars, США, 1965) — космическая фантастика[4].
- «Оз[англ.]» (англ. Oz, Австралия, 1976) — рок-мюзикл[4].
- «Неуклюжие и волшебник города Орос[англ.]» (порт. Os Trapalhões e o Mágico de Oróz, Бразилия, 1984) — пародийный фильм из цикла «Неуклюжие[англ.]».
- «Приключения в галактике Оз[англ.]» (яп. スペースオズの冒険 Япония, 1992—1993) — аниме-сериал, космическая фантастика.
- «Шоу Маппетов: волшебник из страны Оз[англ.]» (англ. The Muppets' Wizard of Oz, США—Канада, 2005) — кроссовер с «Маппет-шоу»[4].
- «Апокалипсис Оз[англ.]» (англ. Apocalypse Oz, США, 2006) — короткометражный кроссовер с фильмом «Апокалипсис сегодня»[4].
- «Том и Джерри и Волшебник из страны Оз» (англ. Tom and Jerry and the Wizard of Oz, США, 2011) — мультфильм, кроссовер с мультсериалом «Том и Джерри»[4].
- «После волшебника[англ.]» (англ. After the Wizard, США, 2011) — сказка о сироте из Канзаса, которая любит книгу «Удивительный волшебник из страны Оз» и считает себя Дороти.
- «Страна Оз» (англ. OzLand, США, 2014) — независимый фантастический фильм-драма.
- «Однажды в сказке» (англ. Once Upon a Time, США, 2011—2018) — во второй части 3 сезона описывается прошлое Злой Ведьмы Запада[англ.]. Многие сюжетные ходы позаимствованы из мюзикла «Злая». В одной из серий показана альтернативная версия событий оригинальной книги.